# QUINTUPLE☆SPLASH
『QUINTUPLE☆SPLASH』（クインタプルスプラッシュ）は、2015年（平成27年）12月25日にParasolより発売された18禁恋愛アドベンチャーゲームである。

## システム
本作は、マウスクリックなどでテキストを読み進めていくオーソドックスな恋愛アドベンチャーゲームである。いわゆる攻略ヒロインは5人。

## あらすじ
私立青稜学園は昨今の少子化による経営難により、系列の姉妹校である私立・白帆女学園と統合されることになった。青稜学園で水泳部長だった美野里咲臣は、見学に訪れた白帆女学園のプールで一心不乱に練習する少女・八潮沙保里と出会う。
部員が少なく活気が乏しかった統合前の両校水泳部。しかし、青稜白帆学園の新生水泳部には、咲臣、沙保里、白帆女学園時代からの水泳部部長・守谷亜美、旧・青稜学園の生徒会長・桜浦紗枝、幼なじみの三郷みお、咲臣の妹の巴達が集まり、賑やかになっていく。

## 登場人物
（出典：）

### 主人公
美野里 咲臣（みのり さきおみ）
声 - なし
本作の主人公。青稜白帆学園3年。旧・青稜学園では生徒会書記を務めるかたわら、幼馴染のみおのために人数合わせとして水泳部に所属していた。みおとは子供の頃からスイミングスクールに通うなどしていた。

### ヒロイン
八潮 沙保里（やしお さおり）
声 - 卯衣
誕生日：7月23日 / 星座：獅子座 / 血液型：O型 / T148 B72(A)/W57/H71
学園の2年生。みおのクラスメイト。旧・白帆女学園時代からの水泳部員。一人で練習中、溺れかけていたところを咲臣に救われる。父親は神社の神職であり、いくつかの神社の宮司を務めているが、沙保里は学園にほど近い神社の巫女として一人暮しをしている。
桜浦 紗枝（さくらうら さえ）
声 - 波奈束風景
4月12日 / 牡羊座 / A型 / T145 B74(B)/W54/H73
3年生。咲臣のクラスメイト。旧・青稜学園では生徒会会長を務め、咲臣とともに生徒会の「桜咲コンビ」と呼ばれていた。咲臣に想いを寄せている。旧・青稜学園時代に、咲臣のため人数合わせとして水泳部に入部した。お嬢様の中のお嬢様。
三郷 みお（みさと みお）
声 - 星咲イリア
2月10日 / 水瓶座 / B型 / T147 B71(B)/W53/H74
2年生。咲臣と巴の幼なじみ。昔から両家は家族ぐるみの付き合いをしている。旧・青稜学園に入学したとき、元・3年部員の卒業により部員がゼロになっていた水泳部を咲臣の助けを借りて存続させる。水泳部員としてはただ一人まともに練習していた。
守谷 亜美（もりや あみ）
声 - 春乃いろは
6月2日 / 双子座 / B型 / T141 B68(AA)/W54/H69
3年生。咲臣や紗枝とは隣のクラス。旧・白帆女学園時代から引き続いて水泳部部長を務める。咲臣が沙保里を救う現場に居合わせ、一目惚れする。沙保里とは旧・白帆女学園時代から水泳部の活動方針をめぐって反りが合わないでいる。
美野里 巴（みのり ともえ）
声 - 小鳥居夕花
3月17日 / 魚座 / A型 / T142 B69(AA)/W55/H70
1年生。咲臣の実妹であり、紅葉と同じクラス。白帆女学園を受験したつもりがいつの間にか青稜白帆学園に入学し、兄と同じ寮・同じ部屋になっていた。人数合わせのために紅葉と共に新生水泳部に入部させられる。態度には出さないが超絶なブラコン。

### サブキャラクター
谷和原 香織（やわら かおり）
声 - 羽鳥いち
10月5日 / 天秤座 / AB型 / T156 B77(C)/W59/H77
3年生。旧・白帆女学園出身。咲臣と紗枝のクラスメイト。明るく物怖じしない性格で、水泳部にも快く入部してくれる。駅近くのカフェでアルバイトをしている。
岩間 紅葉（いわま もみじ）
声 - 桃山いおん
11月4日 / 蠍座 / A型 / T140 B65(AA)/W55/H68
咲臣、紗枝、みお、巴が暮らす寮「紅葉寮」の管理人。元は紅葉の祖母が大家をしていたアパートだったが、今回、旧・青稜学園の学生を受け入れるため、青稜白帆学園が寮として借り上げた。青稜白帆学園の新1年生で水泳部員。
千代田 咲玲奈（ちよだ されな）
声 - あじ秋刀魚
4月30日 / 牡牛座 / O型 / T139 B75(C)/W55/H79
青稜白帆学園の理事長兼校長。千代田グループの総帥の娘。幼げな外見をしており、咲臣達と同年代に見える。普段はおちゃらけているが、理事長としての手腕は確かなもの。紅葉とは互いの父母が再婚した間柄の、義姉妹である。白帆女学園のOG。

## スタッフ
（出典：）
- 企画 - 田中タクヤ
- シナリオ - 田中タクヤ、assault、夏森公彦
- キャラクターデザイン - 魚、みけおう、ゆき恵、イチリ（SD兼任）、桜はんぺん、いずみゆひな（サブ）、鷹司ゆえ（サブ）

## 楽曲
（出典：）
オープニングテーマ「hot splash!」
作詞 - 天ヶ咲麗 / 作曲・編曲 - iyuna / 歌 - solfa feat.茶太
沙保里エンディングテーマ「diving with you」
作詞 - 天ヶ咲麗 / 作曲・編曲 - iyuna / 歌 - solfa feat.iyuna
紗枝エンディングテーマ「星屑water front」
作詞 - こはるん / 作曲・編曲 - 伊吹ユキヒロ / 歌 - solfa feat.小春めう
みおエンディングテーマ「トキメキの未来」
作詞 - 天ヶ咲麗 / 作曲・編曲 - iyuna / 歌 - solfa feat.nao
亜美エンディングテーマ「あなたとPrecious Days」
作詞 - こはるん / 作曲・編曲 - 橋咲透 / 歌 - solfa feat.佐咲紗花
巴エンディングテーマ「大好きだから」
作詞 - 天ヶ咲麗 / 作曲・編曲 - 橋咲透 / 歌 - solfa feat.霜月はるか

## サウンドトラック
「QUINTUPLE☆SPLASH キャラクターソング&サウンドアルバム」が本作と同時発売された。主題歌6曲を含む全31曲をCD1枚に収録している。
| #         | タイトル                                                                     | 作詞      | 作曲         | 時間 |
| --------- | ---------------------------------------------------------------------------- | --------- | ------------ | ---- |
| 1.        | 「Opening Theme 〜 hot splash!」(歌：solfa feat.茶太)                        | 天ヶ咲麗  | iyuna        | 4:02 |
| 2.        | 「沙保里のテーマ」                                                           |           | solfa        | 1:26 |
| 3.        | 「紗枝のテーマ」                                                             |           | solfa        | 2:12 |
| 4.        | 「亜美のテーマ」                                                             |           | solfa        | 1:37 |
| 5.        | 「みおのテーマ」                                                             |           | solfa        | 1:39 |
| 6.        | 「巴のテーマ」                                                               |           | solfa        | 1:29 |
| 7.        | 「或る朝の光」                                                               |           | solfa        | 2:00 |
| 8.        | 「lunch de Quintet」                                                         |           | solfa        | 1:52 |
| 9.        | 「そして日は暮れる」                                                         |           | solfa        | 2:09 |
| 10.       | 「TOBALI in the night」                                                      |           | solfa        | 2:11 |
| 11.       | 「vivace」                                                                   |           | solfa        | 1:33 |
| 12.       | 「MONO-UI」                                                                  |           | solfa        | 1:59 |
| 13.       | 「僕らのアーティキュレーション」                                             |           | solfa        | 1:52 |
| 14.       | 「splash! splash! splash!」                                                  |           | solfa        | 1:36 |
| 15.       | 「負けられない!」                                                            |           | solfa        | 1:40 |
| 16.       | 「hop! step! ripple!」                                                       |           | solfa        | 1:36 |
| 17.       | 「スラップスティック」                                                       |           | solfa        | 1:44 |
| 18.       | 「SAZAMEKI on the wave」                                                     |           | solfa        | 1:48 |
| 19.       | 「ラメンタービレ」                                                           |           | solfa        | 2:00 |
| 20.       | 「sweet duet」                                                               |           | solfa        | 2:00 |
| 21.       | 「不安定トレモロ」                                                           |           | solfa        | 1:48 |
| 22.       | 「fish loop」                                                                |           | solfa        | 3:02 |
| 23.       | 「二人のノクターン」                                                         |           | solfa        | 1:50 |
| 24.       | 「モアレ エレメント」                                                        |           | solfa        | 2:16 |
| 25.       | 「コーダ（最終楽章）へと」                                                   |           | solfa        | 2:14 |
| 26.       | 「フィーネ」                                                                 |           | solfa        | 3:00 |
| 27.       | 「八潮沙保里エンディング曲 〜 diving with you」(歌：solfa feat.iyuna)        |           | iyuna        | 4:07 |
| 28.       | 「桜咲紗枝エンディング曲 〜 星屑water front」(歌：solfa feat.小春めう)       | こはるん  | 伊吹ユキヒロ | 4:54 |
| 29.       | 「守谷亜美エンディング曲 〜 あなたとPrecious Days」(歌：solfa feat.佐咲紗花) | こはるん  | 橋咲透       | 4:35 |
| 30.       | 「三郷みおエンディング曲 〜 トキメキの未来」(歌：solfa feat.nao)             |           | iyuna        | 5:17 |
| 31.       | 「美野里巴エンディング曲 〜 大好きだから」(歌：solfa feat.霜月はるか)        | 天ヶ咲麗  | 橋咲透       | 4:49 |
| 合計時間: | 合計時間:                                                                    | 合計時間: | 76:17        |      |

## 反響

### 売り上げ
本作は発売月（2015年12月）の売り上げにおいて、Getchu.comの集計では14位を記録した。発売年（2015年）においては、Getchu.comの集計では上位50位の圏外、アダルトゲーム月刊誌『BugBug』の集計では上位20位の圏外であった。

### 人気投票
| 部門名       | Getchu.com | BugBug    | アワード  |
| ------------ | ---------- | --------- | --------- |
| 総合         | 圏外/20位  | 圏外/20位 | 圏外/60位 |
| シナリオ     | 圏外/10位  | 圏外/20位 | 部門なし  |
| グラフィック | 圏外/10位  | 部門なし  | 部門なし  |
| 音楽         | 圏外/10位  | 圏外/20位 | 部門なし  |
| システム     | 圏外/10位  | 圏外/20位 | 部門なし  |
| ヴォイス     | 部門なし   | 圏外/20位 | 部門なし  |
| ムービー     | 圏外/10位  | 部門なし  | 部門なし  |
| エッチ       | 圏外/10位  | 圏外/20位 | 部門なし  |
| キャラクター | 0人/20位   | 0人/20位  | 部門なし  |

本作は発売月（2015年12月）のユーザー人気投票において、Getchu.comでは5位を獲得した。発売年（2015年）の人気投票においては、Getchu.comでは全部門で圏外、『BugBug』では全部門で圏外、萌えゲーアワードでは上位60位の圏外であった（表：「2015年の美少女ゲーム人気投票における本作の位置」に一覧を示す。）。